# Kabinett Poincaré V

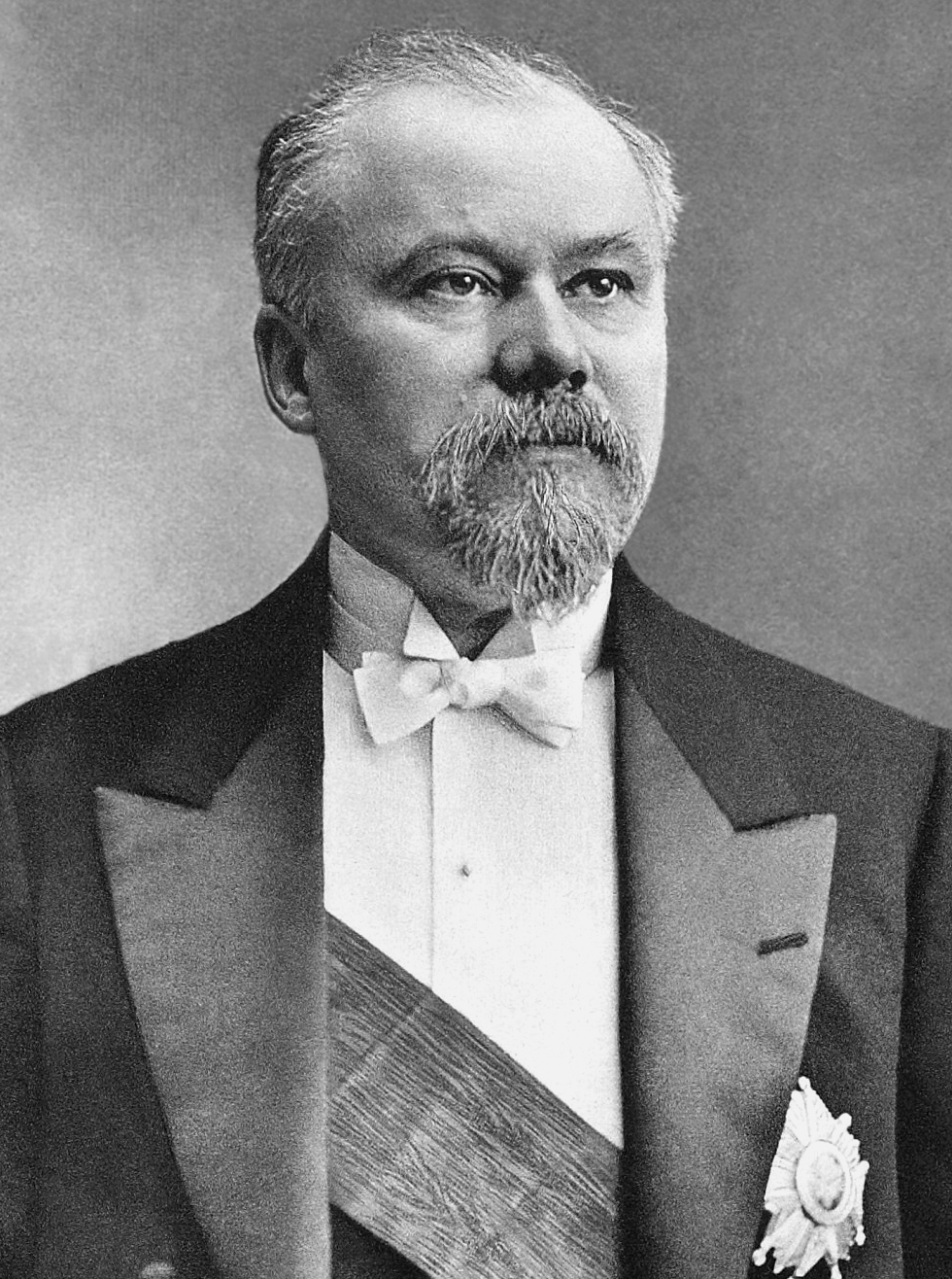
Raymond Poincaré war von 1912 bis 1913, 1922 bis 1924 sowie 1926 bis 1929 drei Mal Premierminister Frankreichs sowie zwischen 1913 und 1920 Staatspräsident

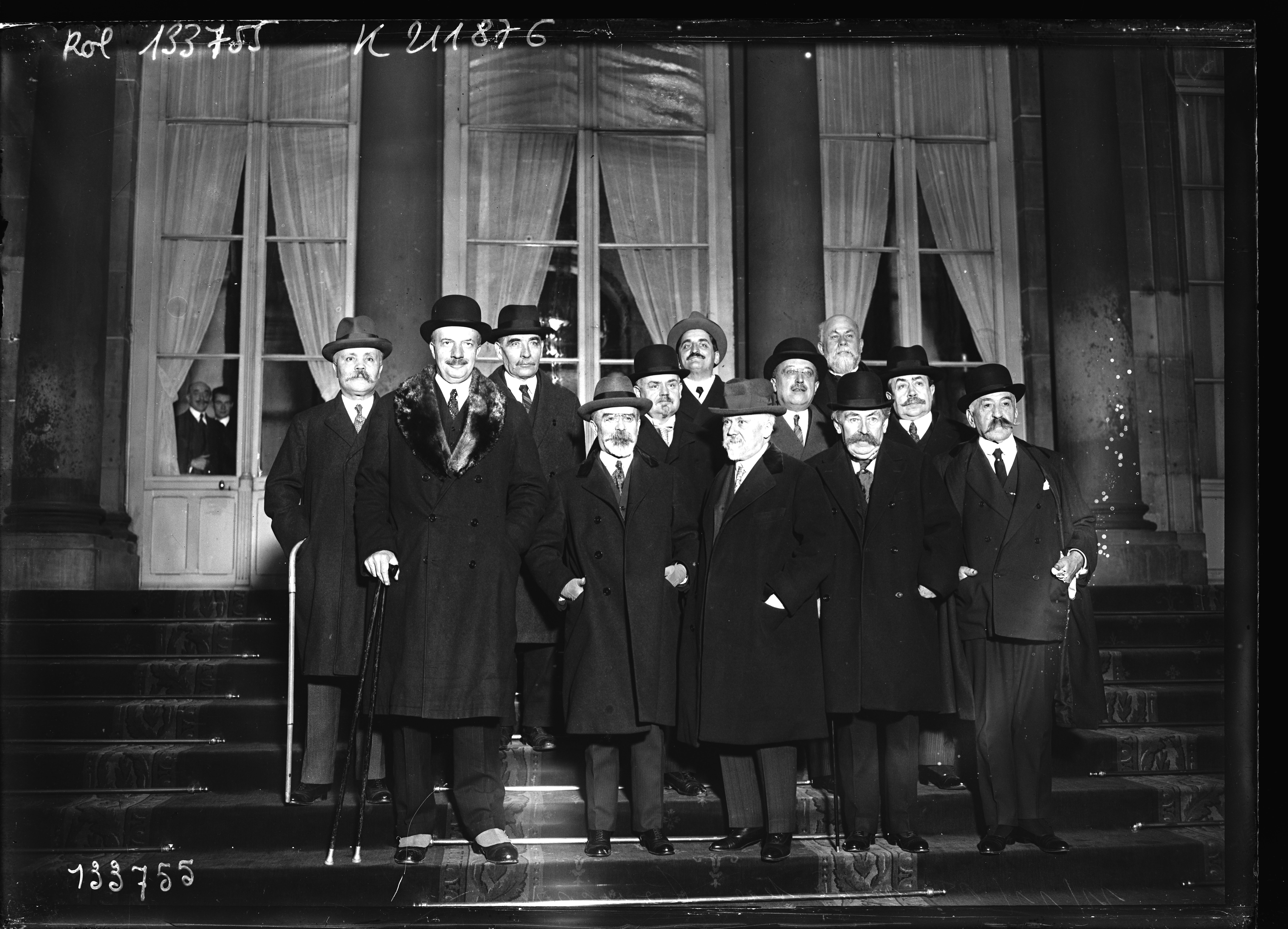
Kabinett Poincaré V

Das fünfte Kabinett Poincaré war eine Regierung der Dritten Französischen Republik. Es wurde am 11. November 1928 von Premierminister (Président du Conseil) Raymond Poincaré gebildet und löste das Kabinett Poincaré IV ab. Es blieb bis zum 29. Juli 1929 im Amt und wurde daraufhin vom Kabinett Briand XI abgelöst.
Dem Kabinett gehörten Minister der Alliance démocratique (AD), Parti républicain-socialiste (PRS), Abweichler der Parti républicain, radical et radical-socialiste (PRRRS), Radicaux indépendants (RI), Fédération républicaine (FR) und Union populaire républicaine (UPR, diese gemeinsam mit der Action populaire nationale d’Alsace) an.

## Kabinett
Dem Kabinett gehörten folgende Minister an:
| Amt                                                       | Name              | Partei | Beginn der Amtszeit | Ende der Amtszeit |
| --------------------------------------------------------- | ----------------- | ------ | ------------------- | ----------------- |
| Premierminister                                           | Raymond Poincaré  | AD     | 11. November 1928   | 29. Juli 1929     |
| Außenminister                                             | Aristide Briand   | PRS    | 11. November 1928   | 29. Juli 1929     |
| Innenminister                                             | André Tardieu     | AD     | 11. November 1928   | 29. Juli 1929     |
| Justizminister                                            | Louis Barthou     | AD     | 11. November 1928   | 29. Juli 1929     |
| Finanzminister                                            | Henry Chéron      | AD     | 11. November 1928   | 29. Juli 1929     |
| Kriegsminister                                            | Paul Painlevé     | PRS    | 11. November 1928   | 29. Juli 1929     |
| Marineminister                                            | Georges Leygues   | AD     | 11. November 1928   | 29. Juli 1929     |
| Minister für öffentlichen Unterricht und schöne Künste    | Pierre Marraud    | PRRRS  | 11. November 1928   | 29. Juli 1929     |
| Minister für öffentliche Arbeiten                         | Pierre Forgeot    | PRS    | 11. November 1928   | 29. Juli 1929     |
| Arbeitsminister                                           | Louis Loucheur    | RI     | 11. November 1928   | 29. Juli 1929     |
| Minister für Gesundheit, Wohlfahrt und Sozialversicherung | Louis Loucheur    | RI     | 11. November 1928   | 29. Juli 1929     |
| Minister für Handel und Industrie                         | Georges Bonnefous | FR     | 11. November 1928   | 29. Juli 1929     |
| Kolonialminister                                          | André Maginot     | AD     | 11. November 1928   | 29. Juli 1929     |
| Landwirtschaftsminister                                   | Jean Hennessy     | PRS    | 11. November 1928   | 29. Juli 1929     |
| Pensionsminister                                          | Louis Antériou    | PRS    | 11. November 1928   | 29. Juli 1929     |
| Luftfahrtminister                                         | Laurent Eynac     | RI     | 11. November 1928   | 29. Juli 1929     |

### Unterstaatssekretäre
Dem Kabinett gehörten folgende Sous-secrétaires d’État an:
- Arbeit, Hygiene, Fürsorge und Sozialfürsorge: Alfred Oberkirch[5] (UPR)
- Post, Telegrafen und Telefone: Louis Germain-Martin[6] (RI)
- Technische Bildung und schöne Künste: André François-Poncet (AD)
- Sportunterricht: Henry Paté[7] (RI)

## Historische Einordnung
Von Februar bis Juni 1929 wurde in Paris der Young-Plan ausgehandelt. Am 24. Juli 1929 trat der Briand-Kellogg-Pakt in Kraft. Poincaré legte sein Amt im Juli aus Gesundheitsgründen nieder.

### Sonstiges
Die Bankiersfrau Marthe Hanau wurde am 4. Dezember 1928 wegen Betrugs und Veruntreuung verhaftet und im Gefängnis Saint-Lazare inhaftiert. Sie wurde im Juli 1934 zu drei Jahren Gefängnis ohne Bewährung verurteilt und beging am 14. Juli 1935 in der Krankenstation des Gefängnisses von Fresnes Selbstmord, indem sie eine Tube Barbiturate schluckte.